# Josef Pelej

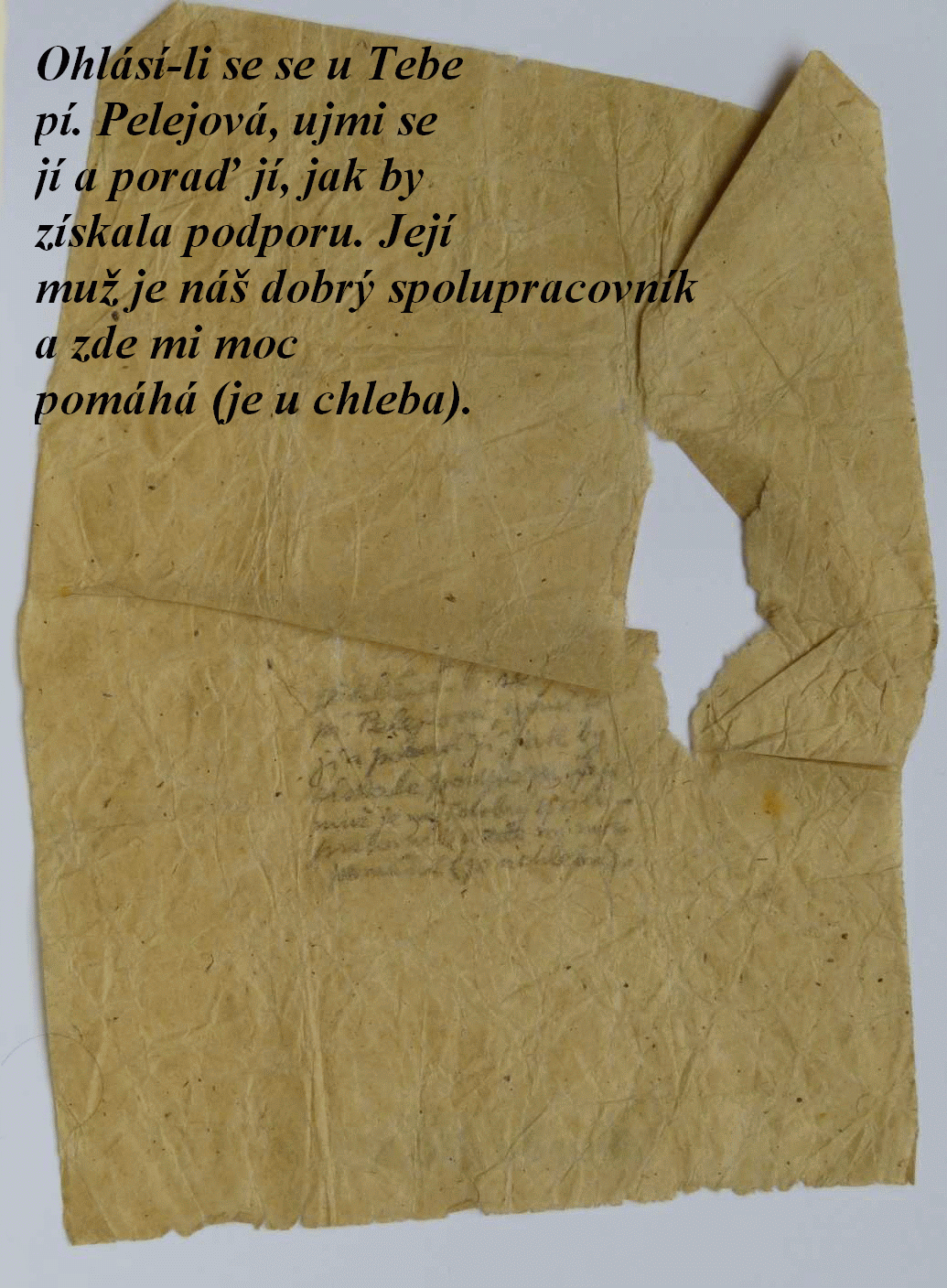
Moták plukovníka Josefa Churavého z pankrácké věznice v Praze (1942), kde se zmiňuje o Josefu Pelejovi

Josef Pelej (17. října 1908, Nevcehle – 30. června 1942, Praha, Kobyliská střelnice) byl za protektorátu příslušníkem ilegální vojenské odbojové organizace Obrana národa.

## Odbojová činnost
Pelej byl spolupracovníkem štábního kapitána Václava Morávka a zřejmě i jeho kontaktem na majora letectva RNDr. Josefem Jedličkou. Podle zjištění gestapa měl najímat po Praze asi 20 bytů, které sloužily jako zpravodajské přepážky nebo konspirační byty. Jeden z těchto bytů byl v Karlově ulici (Karlova 145/25, Praha 1), kde se gestapo pokusilo neúspěšně zatknout štábního kapitána Václava Morávka (viz dále). Josef Pelej byl zatčen dne 18. prosince 1941 v Husově fondu (spolek pro podporu nemajetných studentů - v likvidaci) na adrese Jungmannova 26/15, Praha 1. Ihned po zatčení Josefa Peleje byly místnosti spolku gestapem úředně uzavřeny. (Později gestapo činnost spolku opět povolilo.)
Byt v Karlově ulici byl gestapem odhalen na základě výslechu Josefa Peleje zadrženého 18. prosince 1941 v Jungmannově ulici. V tomto domě se nacházel konspirační byt Tří králů obývaný manžely Schmiedlovými: nevidomým Janem Schmiedlem a neslyšící Janou Schmiedlovou. Přepadové komando úředníků gestapa pod vedením Wilhema Schultze tady překvapilo brzy ráno 20. prosince 1941 Václava Morávka. Štábní kapitán čelil přesile osmi příslušníků gestapa. Nejprve zasáhl kriminálního komisaře Dittmara Bingela do pravého ramene a pravého kyčle. Odraženou střelou pak zasáhl příslušníka gestapa Williho Lingnera do stehna. Když zasahujícímu komandu došla munice, nechal velící Wilhelm Schultze obsadit vchod do domu a jednoho příslušníka gestapa odeslal pro přivolání posil na nedaleké policejní komisařství. V nestřeženém okamžiku seběhl obklíčený Václav Morávek do přízemí domu, kde hlídkujícího úředníka gestapa Alfreda Jägera střelil do pánve. Sám pouze lehce zraněný unikl na ulici. Po přestřelce v Karlově ulici zůstal štábní kapitán Václav Morávek prakticky bez spojení a bez kontaktů.

Někteří z účastníků přepadového komanda gestapa
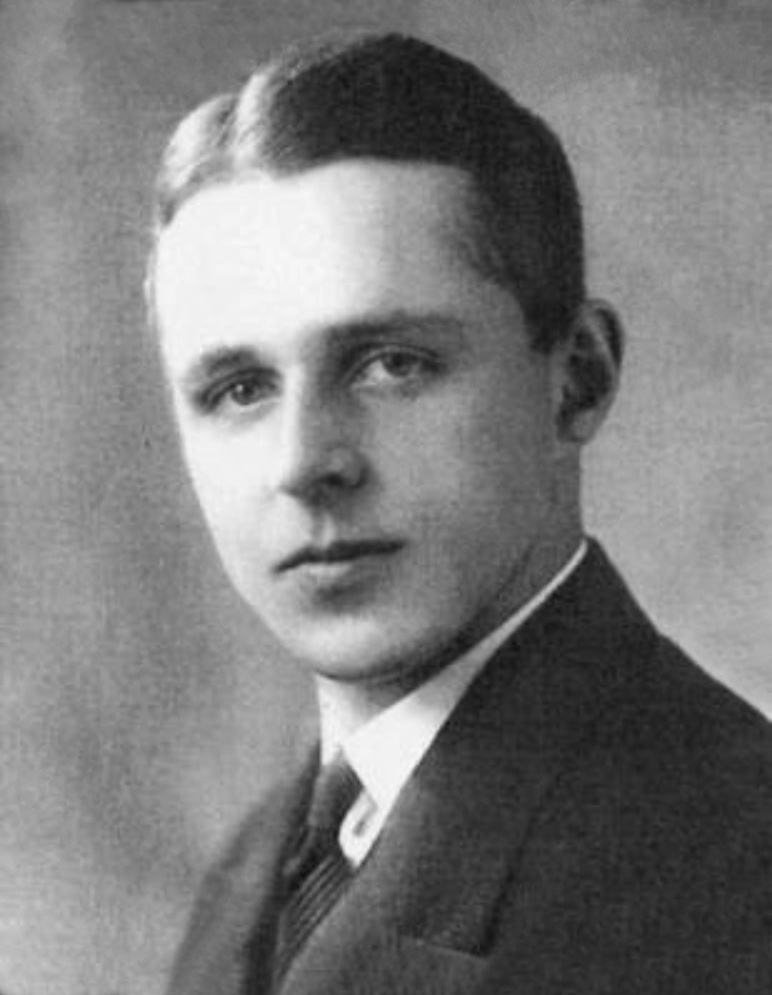
Wilhelm Schultze
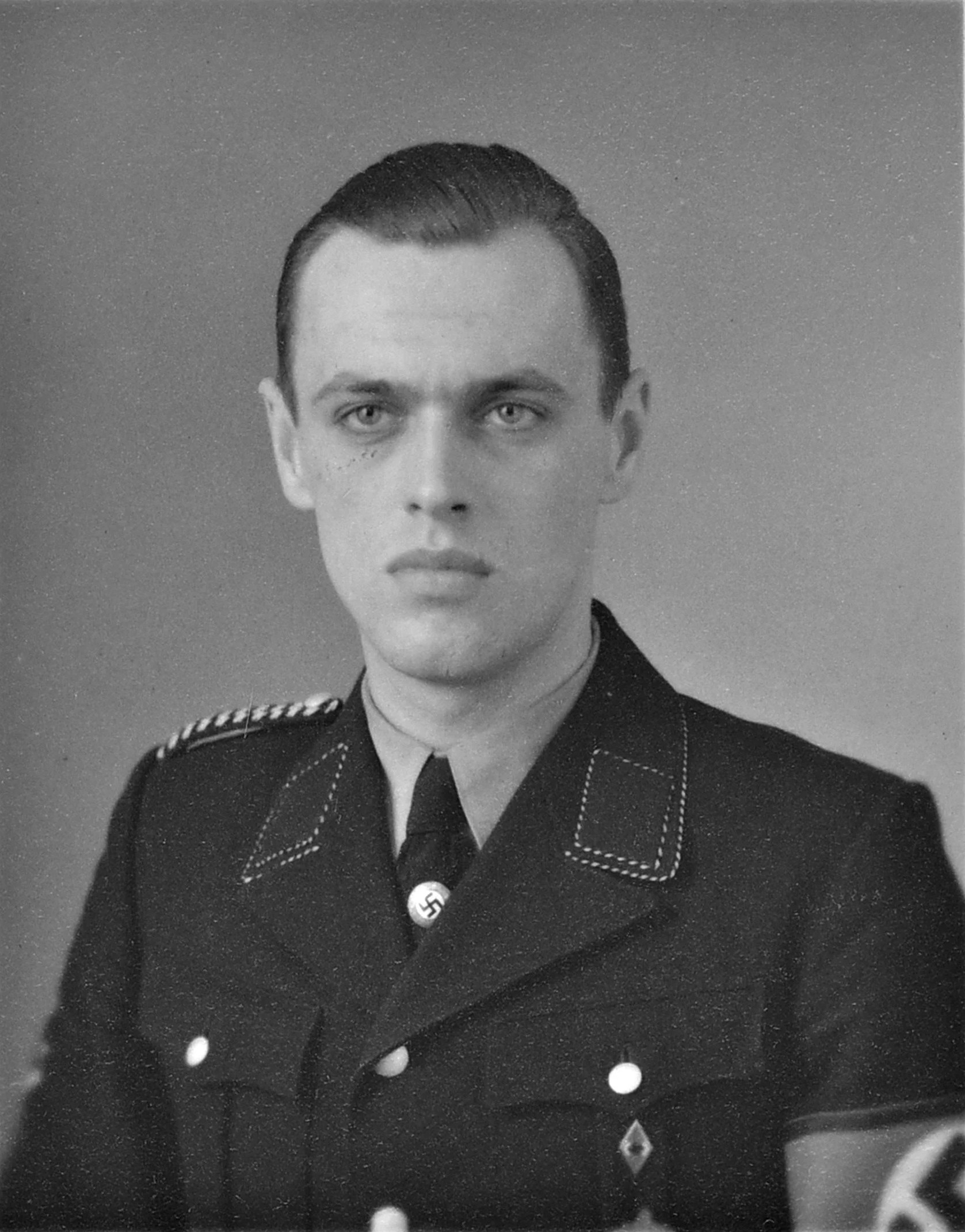
Dittmar Bingel

V konspiračním bytě padly (podle poválečné výpovědi Dittmara Bingela) do rukou gestapa výbušniny, rozsáhlý zpravodajský materiál, šifrovací kniha a seznamy konfidentů gestapa (tzv. index Hnutí odporu). Gestapo také údajně našlo Morávkovy „paměti“ (nazvané „Od důstojníka k zločinci“), které (pokud skutečně existovaly) se ale nedochovaly. 

## Soud a poprava
Josef Pelej byl za svoji odbojovou činnosti odsouzen k trestu smrti. Přibližně měsíc po atentátu na Reinharda Heydricha (27. května 1942) během tzv. druhé heydrichiády byl Josef Pelej dne 30. června 1942 v podvečer na Kobyliské střelnici v Praze (společně s podplukovníkem Josefem Mašínem, plukovníkem Josefem Churavým, majorem Josefem Jedličkou a některými dalšími členy Obrany národa) popraven zastřelením. Jeho tělo bylo s ostatními zastřelenými převezeno do Strašnic, spáleno ve Strašnickém krematoriu a popel rozptýlen na zelenou plochu poblíž objektu.

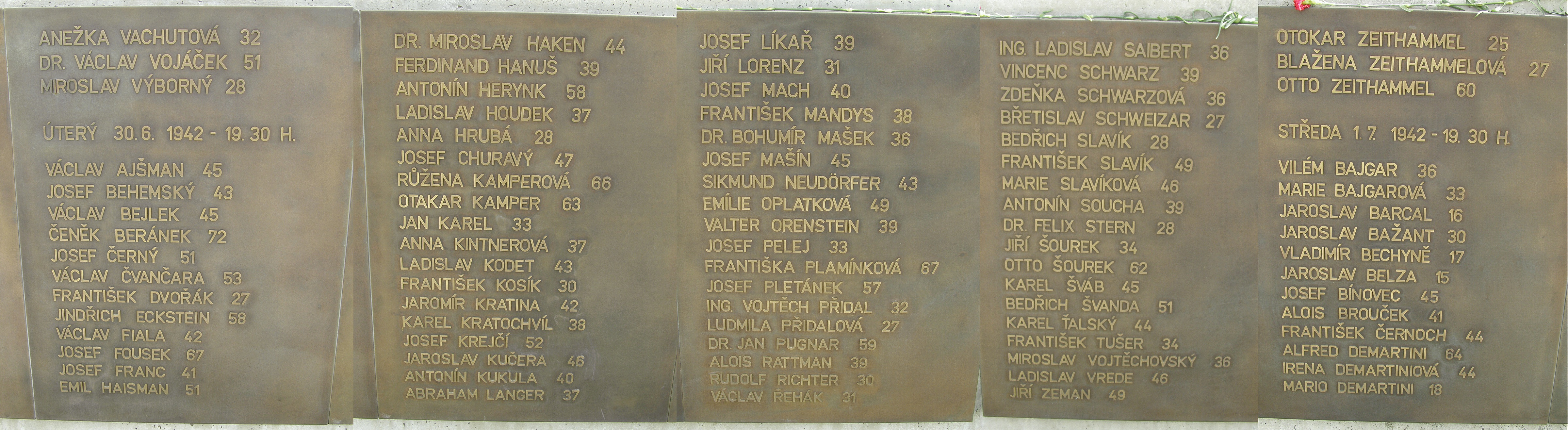
Pět bronzových desek se jmény popravených v úterý dne 30. června 1942 v 19.30

Josef Pelej mezi popravenými dne 30. června 1942 v Praze na Kobyliské střelnici
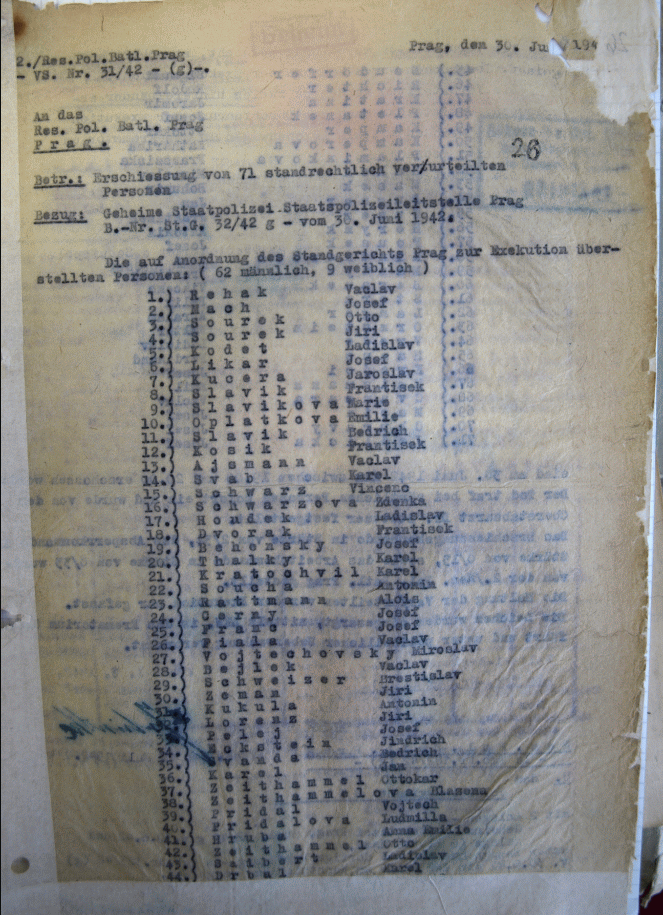
Popravní protokol z 30. června 1942 (1. strana, německý originál)
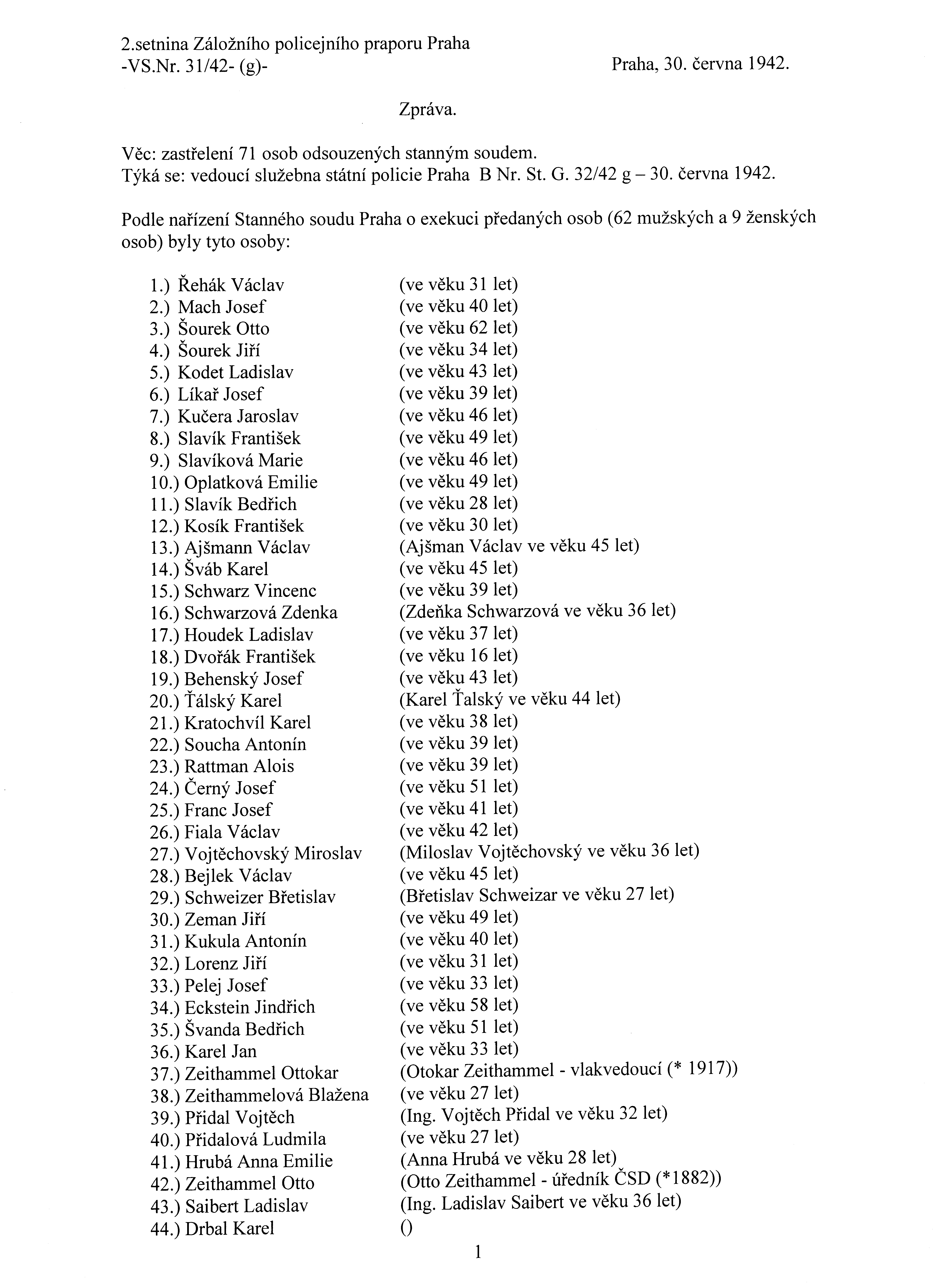
Popravní protokol z 30. června 1942 (1. strana, překlad do češtiny)
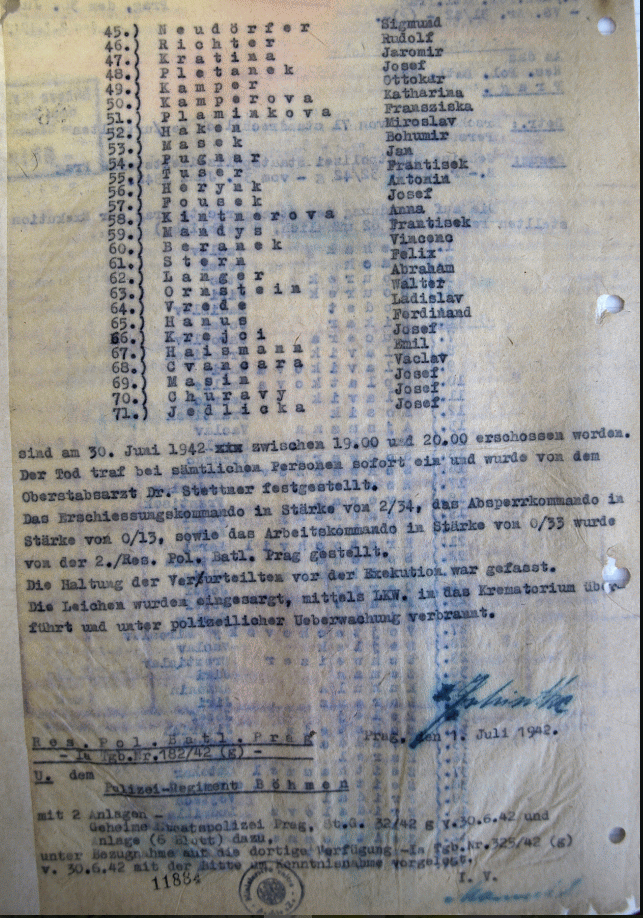
Popravní protokol z 30. června 1942 (2. strana, německý originál)
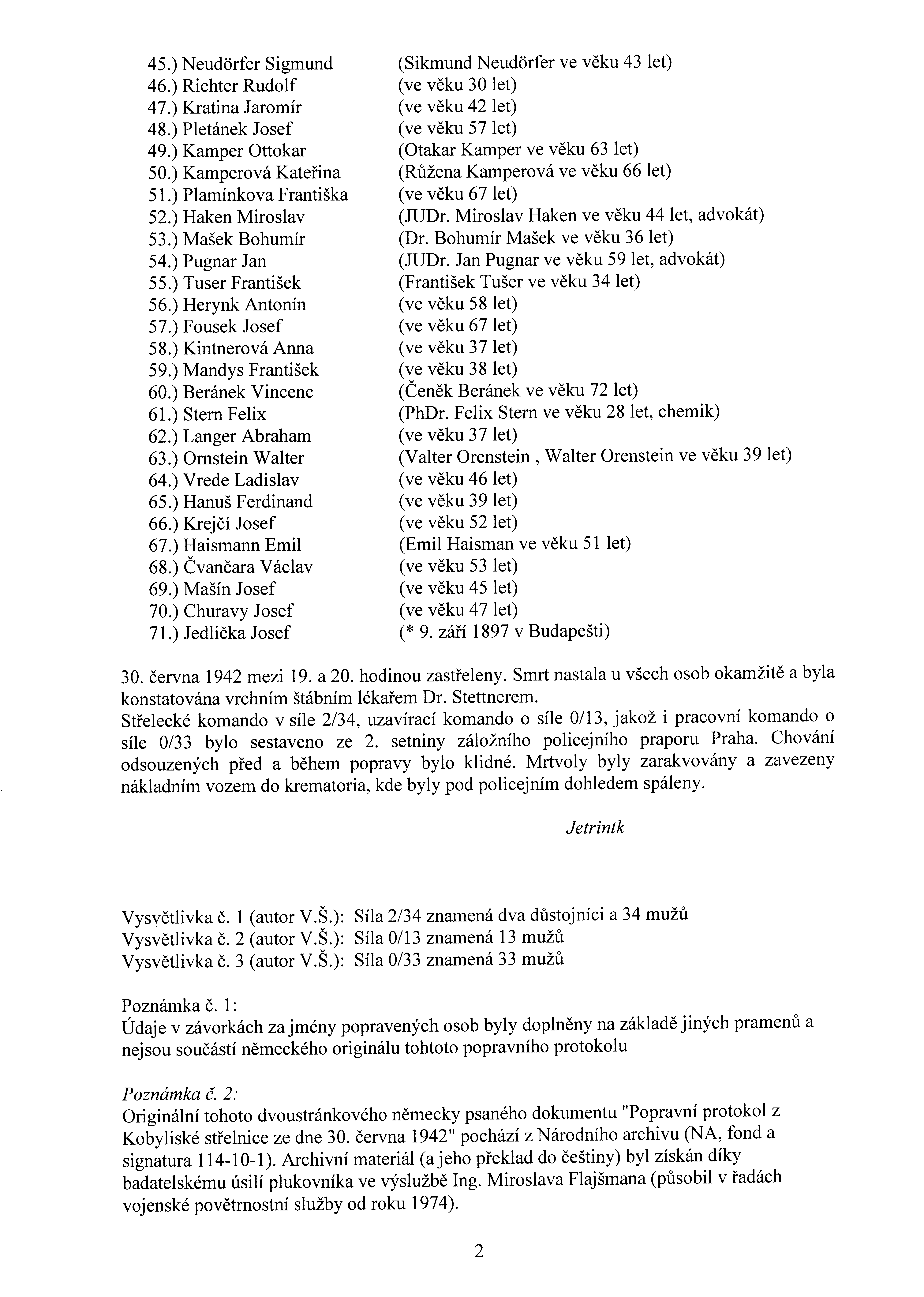
Popravní protokol z 30. června 1942 (2. strana, překlad do češtiny)
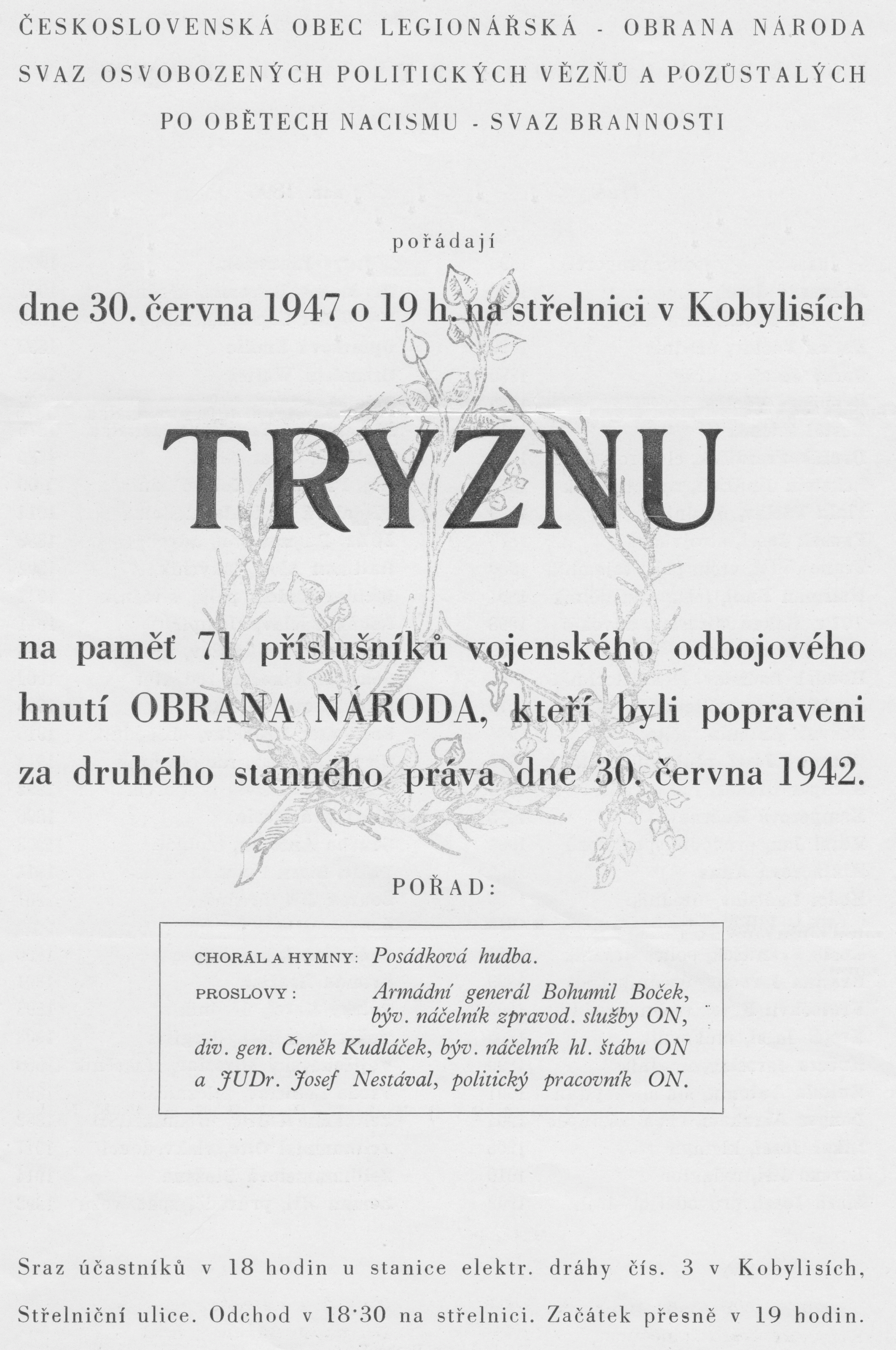
Tryzna (30. června 1947), titulní strana dokumentu
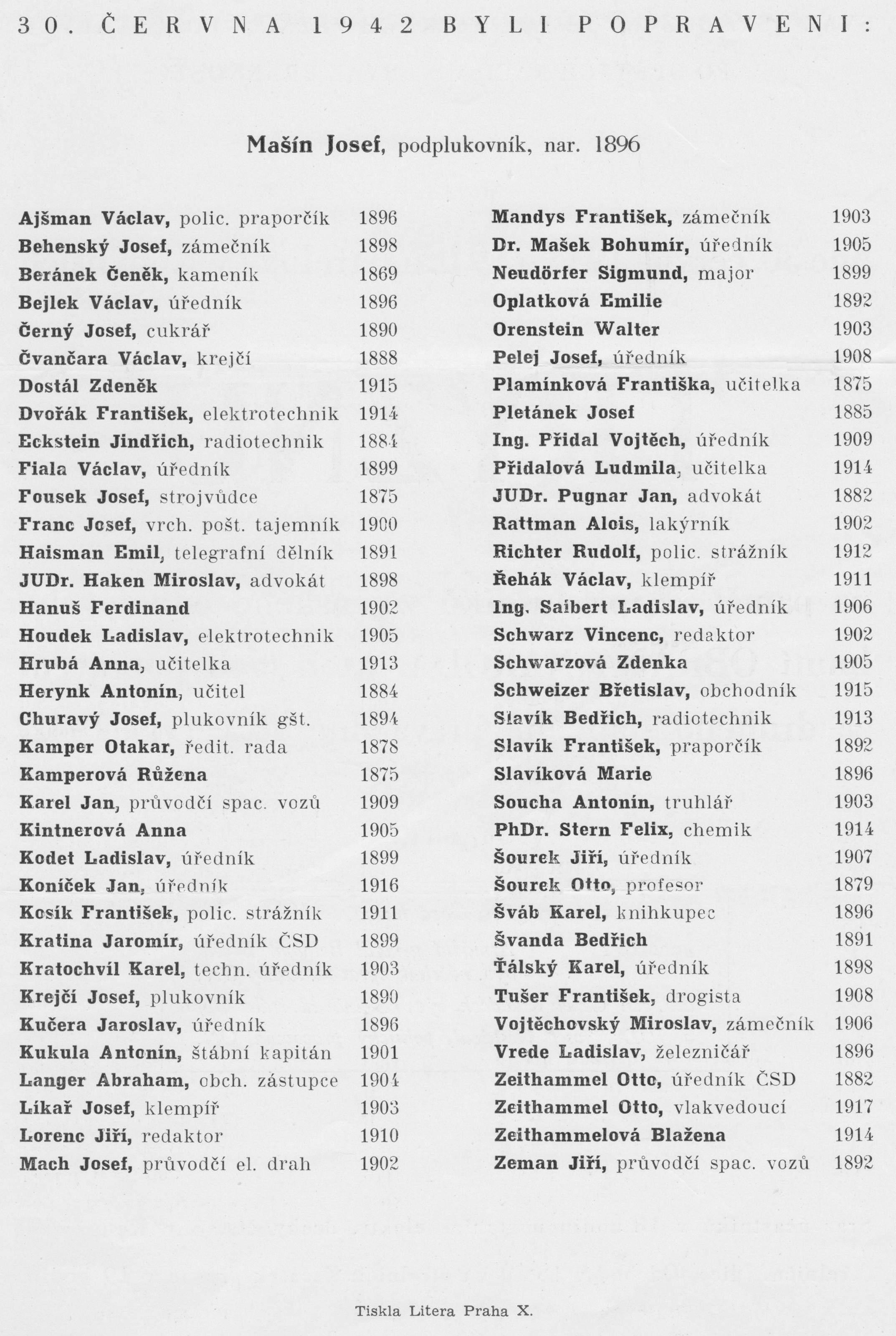
Tryzna (30. června 1947), Seznam popravených